# Осика-цариця
Оси́ка-цари́ця — ботанічна пам'ятка природи місцевого значення в Україні. Розташована на території Ржищівської міської громади Кагарлицького району Київської області, на північ від села Великі Пріцьки (поруч з автодорогою Кагарлик — Ржищів).
Площа — 0,01 га, статус отриманий у 2020 році. Перебуває у віданні: Великопріцьківська сільська рада.
Дерево являє собою унікальний екземпляр осики віком 300 років. Це найстаріша осика Київської області. Обхват дерева 9—10 м, висота 20 м. Дерево має велику естетичну та екологічну цінність.